# Amphineurus tortuosus
Amphineurus tortuosus là một loài ruồi trong họ Limoniidae. Chúng phân bố ở miền Australasia.